# Album al numero uno nella Billboard 200 nel 1967
Di seguito è proposta la lista degli album al numero uno nella Billboard 200 nel 1967.
La Billboard 200, pubblicata settimanalmente dalla rivista Billboard, considera gli album e gli EP più venduti negli Stati Uniti. Prima che la Nielsen SoundScan iniziasse il tracciamento delle vendite nel 1991, Billboard stimava le vendite degli album chiedendo a campione i dati ai vari negozi della nazione, raccolti tramite telefono, fax o messaggio. I dati raccolti nei vari negozi si basavano principalmente sulla popolarità degli album e non sulle vendite effettive.
Nel 1967 sono stati 8 gli album che hanno raggiunto la vetta della Billboard 200, dei quali 4 del gruppo pop rock statunitense The Monkees.

## Billboard 200
| † | Indica l'album con le migliori prestazioni del 1967 |

| Data         | Album                                    | Artista                           | Tot. sett. #1 | Fonti  |
| ------------ | ---------------------------------------- | --------------------------------- | ------------- | ------ |
| 7 gennaio    | The Monkees                              | The Monkees                       | 13            | [ 4 ]  |
| 14 gennaio   | The Monkees                              | The Monkees                       | 13            | [ 5 ]  |
| 21 gennaio   | The Monkees                              | The Monkees                       | 13            | [ 6 ]  |
| 28 febbraio  | The Monkees                              | The Monkees                       | 13            | [ 7 ]  |
| 4 febbraio   | The Monkees                              | The Monkees                       | 13            | [ 8 ]  |
| 11 febbraio  | More of The Monkees †                    | The Monkees                       | 18            | [ 9 ]  |
| 18 febbraio  | More of The Monkees †                    | The Monkees                       | 18            | [ 10 ] |
| 25 febbraio  | More of The Monkees †                    | The Monkees                       | 18            | [ 11 ] |
| 4 marzo      | More of The Monkees †                    | The Monkees                       | 18            | [ 12 ] |
| 11 marzo     | More of The Monkees †                    | The Monkees                       | 18            | [ 13 ] |
| 18 marzo     | More of The Monkees †                    | The Monkees                       | 18            | [ 14 ] |
| 25 marzo     | More of The Monkees †                    | The Monkees                       | 18            | [ 15 ] |
| 1º aprile    | More of The Monkees †                    | The Monkees                       | 18            | [ 16 ] |
| 8 aprile     | More of The Monkees †                    | The Monkees                       | 18            | [ 17 ] |
| 15 aprile    | More of The Monkees †                    | The Monkees                       | 18            | [ 18 ] |
| 22 aprile    | More of The Monkees †                    | The Monkees                       | 18            | [ 19 ] |
| 29 aprile    | More of The Monkees †                    | The Monkees                       | 18            | [ 20 ] |
| 6 maggio     | More of The Monkees †                    | The Monkees                       | 18            | [ 21 ] |
| 13 maggio    | More of The Monkees †                    | The Monkees                       | 18            | [ 22 ] |
| 20 maggio    | More of The Monkees †                    | The Monkees                       | 18            | [ 23 ] |
| 27 maggio    | More of The Monkees †                    | The Monkees                       | 18            | [ 24 ] |
| 3 giugno     | More of The Monkees †                    | The Monkees                       | 18            | [ 25 ] |
| 10 giugno    | More of The Monkees †                    | The Monkees                       | 18            | [ 26 ] |
| 17 giugno    | Sounds Like...                           | Herb Alpert and the Tijuana Brass | 1             | [ 27 ] |
| 24 giugno    | Headquarters                             | The Monkees                       | 1             | [ 28 ] |
| 1º luglio    | Sgt. Pepper's Lonely Hearts Club Band    | The Beatles                       | 15            | [ 29 ] |
| 8 luglio     | Sgt. Pepper's Lonely Hearts Club Band    | The Beatles                       | 15            | [ 30 ] |
| 15 luglio    | Sgt. Pepper's Lonely Hearts Club Band    | The Beatles                       | 15            | [ 31 ] |
| 22 luglio    | Sgt. Pepper's Lonely Hearts Club Band    | The Beatles                       | 15            | [ 32 ] |
| 29 luglio    | Sgt. Pepper's Lonely Hearts Club Band    | The Beatles                       | 15            | [ 33 ] |
| 5 agosto     | Sgt. Pepper's Lonely Hearts Club Band    | The Beatles                       | 15            | [ 34 ] |
| 12 agosto    | Sgt. Pepper's Lonely Hearts Club Band    | The Beatles                       | 15            | [ 35 ] |
| 19 agosto    | Sgt. Pepper's Lonely Hearts Club Band    | The Beatles                       | 15            | [ 36 ] |
| 26 agosto    | Sgt. Pepper's Lonely Hearts Club Band    | The Beatles                       | 15            | [ 37 ] |
| 2 settembre  | Sgt. Pepper's Lonely Hearts Club Band    | The Beatles                       | 15            | [ 38 ] |
| 9 settembre  | Sgt. Pepper's Lonely Hearts Club Band    | The Beatles                       | 15            | [ 39 ] |
| 16 settembre | Sgt. Pepper's Lonely Hearts Club Band    | The Beatles                       | 15            | [ 40 ] |
| 23 settembre | Sgt. Pepper's Lonely Hearts Club Band    | The Beatles                       | 15            | [ 41 ] |
| 30 settembre | Sgt. Pepper's Lonely Hearts Club Band    | The Beatles                       | 15            | [ 42 ] |
| 7 ottobre    | Sgt. Pepper's Lonely Hearts Club Band    | The Beatles                       | 15            | [ 43 ] |
| 14 ottobre   | Ode to Billie Joe                        | Bobbie Gentry                     | 2             | [ 44 ] |
| 21 ottobre   | Ode to Billie Joe                        | Bobbie Gentry                     | 2             | [ 45 ] |
| 28 ottobre   | Greatest Hits                            | The Supremes                      | 5             | [ 46 ] |
| 4 novembre   | Greatest Hits                            | The Supremes                      | 5             | [ 47 ] |
| 11 novembre  | Greatest Hits                            | The Supremes                      | 5             | [ 48 ] |
| 18 novembre  | Greatest Hits                            | The Supremes                      | 5             | [ 49 ] |
| 25 novembre  | Greatest Hits                            | The Supremes                      | 5             | [ 50 ] |
| 2 dicembre   | Pisces, Aquarius, Capricorn & Jones Ltd. | The Monkees                       | 5             | [ 51 ] |
| 9 dicembre   | Pisces, Aquarius, Capricorn & Jones Ltd. | The Monkees                       | 5             | [ 52 ] |
| 16 dicembre  | Pisces, Aquarius, Capricorn & Jones Ltd. | The Monkees                       | 5             | [ 53 ] |
| 23 dicembre  | Pisces, Aquarius, Capricorn & Jones Ltd. | The Monkees                       | 5             | [ 54 ] |
| 30 dicembre  | Pisces, Aquarius, Capricorn & Jones Ltd. | The Monkees                       | 5             | [ 55 ] |

Note:
1. ↑  Ha raggiunto il numero uno anche nel 1966.